# Iwanna
Iwanna (Originalschreibweise: Иванна) ist ein sowjetisches Filmdrama aus dem Jahr 1959 vom Regisseur Wiktor Iwtschenko.

## Handlung
Iwanna Stawnitschaja ist die Tochter eines Bischofs in Lwiw. Im Jahr 1940 wird sie als Studentin an der Nationalen Iwan-Franko-Universität angenommen. Dort angekommen teilt ihr jedoch der Sekretär des Auswahlkomitees der Universität, Dmitri Kablak, mit, dass sie aufgrund ihrer „sozialen Herkunft“ doch nicht angenommen wird. Iwanna gibt dem neuen sowjetischen Regime die Schuld dafür.
In Wahrheit hat Iwannas Verlobter, Roman Gereta, der ein eifriger Anhänger der ukrainischen griechisch-katholischen Kirche und ein Freund Kablaks ist, diesen darum gebeten, Iwanna nicht an der Universität anzunehmen. Verzweifelt geht Iwanna in eine Kirche, um zu beten. Dort verschafft ihr ein Priester eine Audienz bei Metropolit Andrej Scheptyzkyj, der ihr empfiehlt, eine Nonne zu werden.
Ein Jahr später wird Lwiw von der deutschen Armee besetzt. Die katholische Kirche kollaboriert mit den Nationalsozialisten und die inzwischen zur Nonne gewordene Iwanna muss mit ansehen, wie sowjetische Kriegsgefangene eingesperrt werden und wie die Deutschen Pogrome an den Lwiwer Juden anrichten. Iwanna stellt ihren Glauben infrage.
Ihre Freundin Julia verschafft ihr Kontakt zum sowjetischen Widerstand, dem sie sich anschließt. Unter anderem unterstützt Iwanna die Partisanen bei einer Befreiungsaktion, bei der dreihundert sowjetische Kriegsgefangene entkommen. Kablak, der inzwischen Polizist geworden ist, erfährt jedoch von Iwannas Rolle bei der Befreiungsaktion und lässt sie von den deutschen Behörden verhaften. Iwanna wird zusammen mit anderen gefangengenommenen Widerstandskämpfern hingerichtet. Kurz vor ihrem Tod reißt sie ihre Halskette, an der ein kleines Kreuz befestigt ist, ab und wirft es auf den Boden.

## Veröffentlichung
Die Kinopremieren des Films fanden jeweils im Dezember 1959 in Kiew und am 14. April 1960 in Moskau statt.

## Rezeption
Der Film hatte insgesamt 30 Millionen Kinozuschauer und erhielt beim Allunionsfilmfestival in Minsk 1960 einen Preis.
Die Römisch-katholische Kirche unter Papst Johannes XXIII. kritisierte den Film für seine starke antiklerikale Darstellung. Die ukrainische griechisch-katholische Kirche verbot ihren Anhängern in der Westukraine den Film zu sehen.